# Christa Merten
Christa Merten, geborene Christa Basche (* 14. Oktober 1944 in Dobbertin, Kreis Parchim; † 1. Juli 1986 in Marbella, Spanien), war eine deutsche Leichtathletin und Olympiateilnehmerin, die – für die Bundesrepublik startend – in den 1960er und 1970er Jahren als 800-, 1500-, 3000-Meter-Läuferin und im Crosslauf erfolgreich war.
Am 31. Juli 1971 stellte sie in Lübeck mit Ellen Tittel, Sylvia Schenk und Hildegard Falck in der 4-mal-800-Meter-Staffel einen Weltrekord auf. Merten startete bei den Olympischen Spielen 1972 im 1500-Meter-Lauf und bei den Europameisterschaften 1971 im 800-Meter-Lauf, ohne die Endläufe zu erreichen. Bei den Leichtathletik-Halleneuropameisterschaften 1970 gewann sie mit einer Zeit von 5:01,1 Minuten die Silbermedaille mit der Staffel im 1-2-3-4-Runden-Lauf mit Elfgard Schittenhelm, Heidi Gerhard und Jutta von Haase. Bei den Halleneuropameisterschaften 1972 erreichte sie über 800 Meter den vierten Platz.
Deutsche Meisterschaften der Bundesrepublik gewann sie 1966 mit der 3-mal-800-Meter-Staffel des VfL Wolfsburg, 1970 im Kurzstrecken-Crosslauf, 1965, 1966 und 1970 mit der Crosslauf-Mannschaft sowie 1973 im 3000-Meter-Lauf (9:23,0 min). Von 1970 bis 1973 stellte sie vier deutsche Rekorde der Bundesrepublik im 1000-, 1500- und 3000-Meter-Lauf auf.
Christa Merten war 1,68 m groß und wog in ihrer Zeit als aktive Athletin 54 kg. Sie gehörte bis 1964 dem Sportverein SC Charlottenburg, dann dem VfL Wolfsburg, anschließend dem ASV Köln und schließlich ab 1971 dem Bayer 04 Leverkusen an.